# Березнянський ліс
Березня́нський ліс — заповідне урочище в Україні. Розташоване на території Березнянської сільської ради Хмільницького району Вінницької області, біля села Вугли. 
Площа 43,3 га. Оголошене відповідно до рішення Вінницького облвиконкому № 371 від 29.08.1984 року. Перебуває у віданні ДП Хмільницький держлісгосп (Березнянське лісництво, кв. 24, діл. 12; кв. 25, діл. 5, 6, 13). 
За фізико-географічним районуванням України (1968 р.) територія належить до Хмільницького району області Подільського Побужжя Волино-Подільської височини Дністровсько-Дніпровської лісостепової зони. Для цієї області характерна хвиляста, з ярами і балками лесова височина з сірими опідзоленими ґрунтами, тобто з геоморфологічної точки зору описувана територія являє собою підвищену сильно розчленовану лесову рівнину позальодовикової області. Клімат території помірно континентальний. Для нього характерне тривале нежарке літо і порівняно недовга, м'яка зима. Середня температура січня становить —6 °C, а липня +19 °C. Річна кількість опадів — понад 500 мм. За геоботанічним районуванням України (1978 р.) територія належить до Вінницького (Центральноподільського) округу Подільсько-Бесарабської провінції Європейської широколистяної області. 
Територія урочища є ділянкою високопродуктивних дубових лісів природного і штучного походження віком понад 100 років. До складу деревостану входять клен звичайний, явір, черешня пташина, ясен звичайний, груша звичайна. Підлісок представлений переважно ліщиною звичайною з поодинокими екземплярами ліщини бородавчатої. 
У складі деревостану переважають типові для Поділля неморальні види — зірочник лісовий, материнка звичайна, яглиця звичайна, медунка темна, підлісник європейський і багаторічний, веснівка дволиста, зеленчук жовтий, мерингія трижилкова, папороть чоловіча та інші.